# 科尔特加达
科尔特加达，是西班牙加利西亚自治区奥伦塞省的一个市镇。总面积27平方公里，总人口1414人（2001年），人口密度52人/平方公里。